# 本杰明·富兰克林大桥

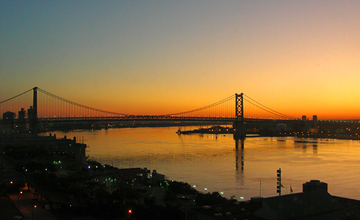
日出时分的大桥

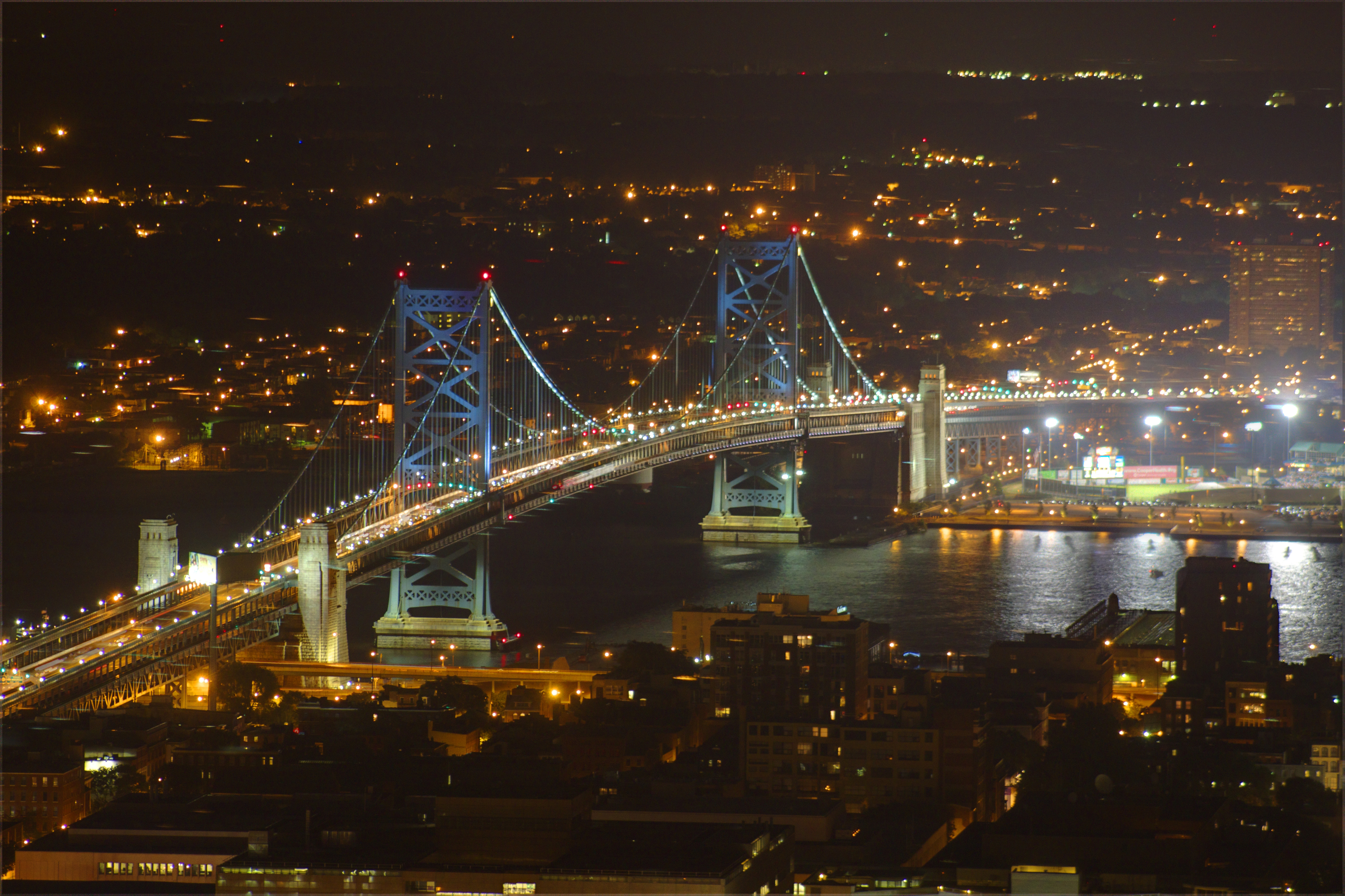
大桥的夜景

本杰明·富兰克林大桥（英語： 或简称为），原称特拉華河大桥（英語：Delaware River Bridge）是跨越特拉華河的一座悬索桥，连接宾夕法尼亚州費城和新泽西州肯頓。